# Нестеров, Игорь Константинович
И́горь Константи́нович Не́стеров (13 июня 1921, Орёл — 21 мая 1991, Москва) — лётчик-ас, Герой Советского Союза (1943), генерал-майор авиации (1971), военный лётчик 1-го класса (1958).

## Биография
Родился 13 июня 1921 года в городе Орёл. С детства жил в селе Владыкино (ныне в черте Москвы), в 1925—1928 — в посёлке Бескудниково (ныне в черте Москвы), с 1928 — в селе Никольское-Трубецкое (ныне в черте города Балашиха Московской области). В 1936 году окончил 7 классов школы в селе Пехра-Покровское (ныне в черте Балашихи), в 1938 году — школу ФЗУ в Москве. В 1938—1939 годах работал слесарем-сборщиком на электромеханическом заводе № 205 в Москве, в 1939—1940 — слесарем на военном складе и авиазаводе № 120 в городе Балашиха. В 1939 году окончил Реутовский аэроклуб.
В армии с марта 1940 года. В мае 1941 года окончил Качинскую военную авиационную школу лётчиков. Служил лётчиком в ВВС (в Забайкальском военном округе).
Участник Великой Отечественной войны: в сентябре 1941 — августе 1942 — лётчик и старший лётчик 445-го истребительного авиационного полка (ПВО г. Москвы), в августе-декабре 1942 — лётчик 11-го истребительного авиационного полка (Юго-Западный фронт). Участвовал в обороне Москвы и Сталинградской битве. 30 августа 1942 года в воздушном бою был ранен в левую ногу и до ноября 1942 года находился в саратовском госпитале и доме отдыха лётного состава Юго-Западного фронта.
В декабре 1942 — мае 1945 — лётчик, старший лётчик, командир звена, заместитель командира и командир авиаэскадрильи 31-го гвардейского истребительного авиационного полка. Воевал на Южном, 4-м, 1-м и 2-м Украинских фронтах. Участвовал в Ростовской, Донбасской, Мелитопольской, Крымской, Львовско-Сандомирской, Дебреценской, Будапештской, Венской и Братиславско-Брновской операциях. За время войны совершил 659 боевых вылетов (из них 312 — на разведку) на истребителях МиГ-3, Як-1 и Як-9У, в 33 воздушных боях сбил лично 7 и в составе группы 1 самолёт (по другим данным — лично 8 самолётов) противника.
За мужество и героизм, проявленные в боях, Указом Президиума Верховного Совета СССР от 1 ноября 1943 года гвардии лейтенанту Нестерову Игорю Константиновичу присвоено звание Героя Советского Союза с вручением ордена Ленина и медали «Золотая Звезда».
После войны до 1949 года служил в ВВС командиром авиаэскадрильи и помощником командира авиаполка (в Одесском военном округе). В 1953 году окончил Военно-воздушную академию (Монино). Служил заместителем командира истребительного авиаполка (в Прикарпатском военном округе). В октябре 1954 — марте 1955 находился в загранкомандировке в Болгарии в качестве военного советника командира истребительного авиаполка.
В 1955—1961 годы — старший лётчик-инспектор истребительной авиации в Управлении боевой подготовки ВВС. В 1970—1977 годы — старший офицер, заместитель начальника и начальник отдела в Главном управлении кадров Министерства обороны СССР. С декабря 1977 года генерал-майор авиации И. К. Нестеров — в запасе.
В 1978—1979 годах работал ведущим инженером на заводе «Горизонт» в Москве.

Могила Нестерова на Кунцевском кладбище Москвы.

Жил в Москве. Умер 21 мая 1991 года. Похоронен на Кунцевском кладбище в Москве.

## Награды
- Герой Советского Союза (1.11.1943);
- орден Ленина (1.11.1943);
- два ордена Красного Знамени (27.03.1943; 22.07.1943);
- два ордена Отечественной войны 1-й степени (31.12.1944; 11.03.1985);
- два ордена Красной Звезды (23.05.1945; 26.10.1955);
- орден «За службу Родине в Вооружённых Силах СССР» 3-й степени (30.04.1943);
- медаль «За боевые заслуги» (15.11.1950);
- другие медали;
- монгольский орден «Полярная Звезда» (6.07.1971);
- иностранные медали.

## Память
- Памятная мемориальная доска на аллее Героев в Балашихе.